# Passalus armatus
Passalus armatus (лат.) — вид сахарных жуков рода Passalus из семейства пассалиды (Passalidae). Неотропика (Боливия, Бразилия, Гвиана, Суринам). Длина более 4 см (40—51 мм). Отличается следующими признаками: центральный бугорок не сросшийся с медианной частью головы; центральный бугорок вогнут на вершине. Вторичные медиально-фронтальные бугорки отсутствуют или рудиментарны (группа «Petrejus»); гипостомальный отросток без матовой бороздки над вершиной (подрод Passalus). Максилла с лациниями, двузубчатыми в апикальной трети. Медиобазальный участок ментума выступающий. Простернеллум ромбовидный.